# Entropy
Với entropy trong lý thuyết thông tin, xem entropy thông tin. Kết hợp của cả hai, xem Entropy trong nhiệt động học và lý thuyết thông tin. Với các cách dùng khác, xem Entropy (định hướng), và các bài viết khác trong Thể loại:Entropy.
Entropy là một khái niệm khoa học, cũng như một thuộc tính vật lý có thể đo lường được, dùng để chỉ trạng thái mất trật tự, ngẫu nhiên hoặc không chắc chắn. Thuật ngữ và khái niệm này được sử dụng trong nhiều lĩnh vực khác nhau, từ nhiệt động lực học cổ điển, đến các mô tả vi mô trong vật lý thống kê và các nguyên tắc của lý thuyết thông tin. Entropy ứng dụng sâu rộng trong các hệ hóa học, vật lý và sinh học và mối quan hệ của các hệ này với cuộc sống, trong vũ trụ học, kinh tế học, xã hội học, Khoa học khí quyển, biến đổi khí hậu và hệ thống thông tin bao gồm truyền phát thông tin trong viễn thông.

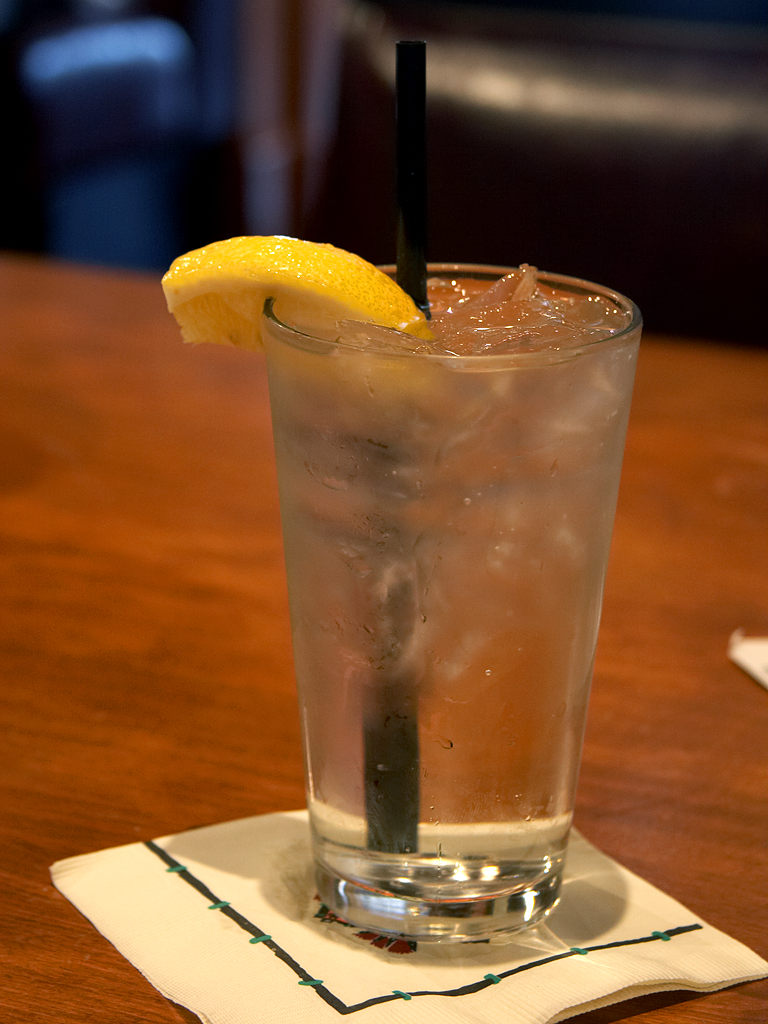
Tan đá – thí dụ căn bản của sự tăng lên entropy

Trong nhiệt động lực học, entropy nhiệt động lực (hay gọi đơn giản là entropy) ký hiệu là S, là một đơn vị đo nhiệt năng phát tán, hấp thụ khi một hệ vật lý chuyển trạng thái tại một nhiệt độ tuyệt đối xác định {\displaystyle T} ({\displaystyle dS=dQ/T}). Trong cơ học thống kê, entropy được định nghĩa như là một đơn vị đo lường khả năng mà một hệ có thể rơi vào trạng thái độ trong một tình trạng, nó thường được gọi là "sự lộn xộn" hay "tính bừa" thể hiện trong một hệ. Thứ nguyên của entropy theo hệ SI là joule trên độ Kelvin (J/K).

## Lịch sử

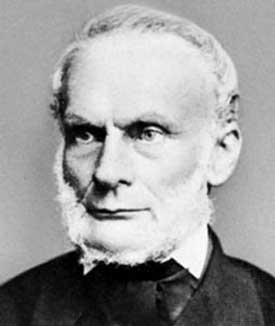
Rudolf Clausius - Cha đẻ của khái niệm entropy.

Lịch sử của entropy bắt đầu với công trình của nhà toán học người Pháp Lazare Carnot, quyển Các nguyên lý cơ bản của cân bằng và chuyển động (1803). Trong tác phẩm này, ông đã đề xuất nguyên lý cho rằng tất cả những sự gia tốc và va chạm của các phần đang chuyển động trong mọi cơ cấu đều có hiện diện của những hao tổn về "moment hoạt động". Nói cách khác, trong bất kỳ một quá trình tự nhiên nào đều tồn tại một xu hướng cố hữu của sự tiêu tán năng lượng hữu ích. Dựa trên công trình này, năm 1824 con trai của Lazare là Sadi Carnot đã xuất bản cuốn Những suy ngẫm về năng lượng phát động của lửa (Reflections on the Motive Power of Fire). Trong đó, ông nêu ra quan điểm rằng trong mọi động cơ nhiệt, mỗi khi calo, mà ngày nay gọi là nhiệt, "rơi" do một sự sai khác nhiệt độ, thì công hay năng lượng phát động có thể được sinh ra từ những tác dụng của "sự rơi calo" giữa một vật nóng và một vật lạnh. Đây là những nhận thức ban đầu về nguyên lý thứ hai của nhiệt động lực học.
Carnot đã xây dựng quan điểm về nhiệt của mình một phần dựa vào "Giả thuyết Newton" (đầu thế kỉ 18). Giả thuyết này cho rằng cả nhiệt và ánh sáng là những loại khác nhau của những dạng vật chất không thể phá hủy, bị hút và đẩy bởi những vật chất khác. Ông cũng dựa vào quan niệm của Count Rumford, người đã chỉ ra rằng nhiệt có thể được sinh ra do ma sát như khi các nòng đại bác nã đạn. Do đó, Carnot đã suy luận rằng nếu một vật thể chứa vật chất sinh công, chẳng hạn như một vật chứa hơi nước, được đưa lại điều kiện ban đầu của nó (nhiệt độ và áp suất) ở cuối của một chu trình máy, thì "không có thay đổi nào trong trạng thái của vật sinh công." Chú thích này sau đó được thêm vào như là những chú thích nhỏ ở cuối trang trong quyển sách của ông, và chính nó đã dẫn đến sự phát triển của khái niệm entropy.
Trong thập niên 1850 và 1860, nhà vật lý người Đức Rudolf Clausius đã phản đối mạnh mẽ giả thuyết trên của Carnot. Clausius cho rằng phải có sự thay đổi trạng thái của vật sinh công và đưa ra cách giải thích toán học cho sự thay đổi đó, bằng cách nghiên cứu bản chất của sự tự hao tổn nhiệt hữu ích khi thực hiện công, chẳng hạn như khi nhiệt được sinh ra do ma sát. Quan điểm này trái ngược với các quan điểm trước đó, dựa vào lý thuyết của Newton, rằng nhiệt là hạt bền vững có khối lượng. Sau đó, các nhà khoa học như Ludwig Boltzmann, Willard Gibbs, và James Clerk Maxwell đã chỉ ra cơ sở thống kê của entropy; Carathéodory đã kết hợp entropy với một định nghĩa toán học của sự bất thuận nghịch.

## Định nghĩa của entropy theo động lực học cổ điển

### Tính không bảo toàn của entropy
Khó khăn trong việc đưa ra một định nghĩa chính xác về entropy của một hệ chính là việc entropy không có tính bảo toàn. Đại lượng này có thể tăng một cách đột ngột trong một quá trình không thuận nghịch. Thật vậy, theo định luật hai nhiệt động lực học, entropy của một hệ cô lập không thể giảm, mà chỉ có thể tăng hoặc giữ nguyên giá trị trong trường hợp quá trình biến đổi là thuận nghịch.

### Những biến đổi mang tính thuận nghịch
Một sự biến đổi mang tính thuận nghịch trong nhiệt động học khi nó mang tính 'gần cân bằng' và không gây ra ma sát dẫn đến sự thoát nhiệt nào. Trong những điều kiện như trên, sự biến đổi của hệ có thể coi như cấu thành từ một loạt các trạng thái cân bằng liên tiếp. Nếu chúng ta đảo ngược những điều kiện của môi trường bên ngoài - yếu tố ảnh hưởng đến sự biến đổi của hệ, ta sẽ quay ngược lại trạng thái ban đầu qua những trạng thái cân bằng y hệt như trên nhưng theo thứ tự ngược lại. Sở dĩ có điều này là vì không có hiện tượng thất thoát (nhiệt, vật chất..) Vì thế, ta có thể mô phỏng được sự biến đổi của hệ và mô tả chính xác trạng thái cân bằng của hệ ở từng thời điểm.
Vì những giả thiết đã đặt ra như trên, những biến đổi mang tính thuận nghịch được coi là một mô hình lý tưởng (giống như mô hình khí lý tưởng, khi chúng ta giả thiết rằng không có sự va chạm giữa các phân tử khí với nhau). Từ mô hình này, chúng ta có thể miêu tả những quá trình biến đổi thực bằng cách đảm bảo rằng những quá trình đó được thực hiện với tốc độ rất chậm, sự tác động làm mất cân bằng của các hàm trạng thái là rất ít và ma sát cũng được giảm thiểu tối đa.
Ngược lại, một sự biến đổi được coi là không thuận nghịch nếu như không thỏa mãn những điều kiện như ở trên. Điều này giống như trường hợp quả trứng bị vỡ khi va chạm với sàn nhà cứng: chúng ta có thể thấy nếu sự biến đổi là thuận nghịch: quả trứng sẽ tự ghép các mảnh vỡ lại rồi bay lên trên không, trở về trạng thái ban đầu. Ở ví dụ này, chúng ta thấy có sự thể hiện của mũi tên thời gian.

### Những biến đổi mang tính không thuận nghịch
Những sự biến đổi trong thực tế thường là những biến đổi không thuận nghịch do luôn có sự thất thoát, và mất trong nhiều môi trường khác nhau. Do đó mà hệ không bao giờ trở về một cách tức thời về trạng thái ngay trước đó. Năng lượng bị mất của hệ dưới dạng nhiệt lượng sẽ đóng góp vào sự gia tăng của sự 'hỗn loạn' chung. Mà sự 'hỗn loạn' lại được đo bằng hàm trạng thái entropy, ký hiệu là S được giới thiệu thông qua định luật thứ hai của nhiệt động học.
Nếu như định luật thứ nhất là định luật bảo toàn năng lượng của hệ thì định luật thứ hai là định luật về sự biến đổi của hệ: Tất cả các sự biến đổi thực đều được thực hiện với sự tăng lên của sự 'hỗn loạn' chung (bao gồm hệ + môi trường ngoài); sự hỗn loạn được đo bằng entropy. Ở đây, chúng ta nói rằng có sự tăng entropy.
Phương trình của định luật thứ hai mô tả sự tăng entropy:
{\displaystyle \Delta S_{\text{chung}}=S_{\text{tạo ra}}=\Delta S_{\text{hệ}}+\Delta S_{\text{môi trường ngoài}}>0}
Trong trường hợp biến đổi là lý tưởng (thuận nghịch), không có sự tạo ra entropy:
{\displaystyle S_{\text{tạo ra}}=\Delta S_{\text{hệ}}+\Delta S_{\text{môi trường ngoài}}=0}

### Tính "cộng được"
Nhiệt động học cổ điển định nghĩa entropy như một đại lượng mang tính "cộng được", điều này có nghĩa là chúng ta có thể thu được entropy của hệ bằng cách cộng toàn bộ entropy thành phần (ngược lại, nhiệt độ không mang tính "cộng được" vì nhiệt độ của hệ không bằng tổng nhiệt độ các thành phần)
Khi tất cả các biến đổi là thuận nghịch, chúng ta có thể mô tả entropy như một đại lượng được bảo toàn. Do có thể được truyền từ hệ này qua hệ khác hoặc ra môi trường bên ngoài, entropy được coi như một loại 'tiền xu' trao đổi. Đơn vị của entropy là Joule trên Kelvin, ký hiệu J.K−1, thể hiện lượng entropy lấy được bởi hệ khi hệ nhận được 1 Joule nhiệt lượng trên độ Kelvin. Tổng quát hóa, khi hệ nhận được δQ joule nhiệt lượng trong một quá trình thuận nghịch vi mô ở nhiệt độ T, entropy của nó tăng:
{\displaystyle \Delta S=\int {\frac {\delta Q_{\text{thuận nghịch}}}{T}}}.
Từ đây, với một biến đổi thuận nghịch được thực hiện ở nhiệt độ T không đổi: {\displaystyle \Delta S_{\text{hệ}}={\frac {Q_{\text{thuận nghịch}}}{T}}}
Entropy là một hàm trạng thái, nghĩa là chỉ phụ thuộc vào trạng thái đầu và cuối của hệ mà không phụ thuộc vào cách thức biến đổi giữa hai trạng thái này.Do entropy của một thể đồng chất, ở không độ Kelvin, bằng không do hệ hoàn toàn 'có trật tự' (ngược lại với một hệ hỗn loạn), chúng ta có thể xây dựng một thang đo tuyệt đối cho entropy.
Nếu như biến đổi không thuận nghịch, nhiệt lượng sử dụng trở thành {\displaystyle Q_{\text{không thuận nghịch}}} vì nhiệt lượng phụ thuộc vào cách thức biến đổi giữa hai trạng thái đầu và cuối. Hơn nữa, chúng ta đã thấy ở trên rằng sự biến đổi không thuận nghịch sinh ra entropy và tổng entropy sẽ dương:
{\displaystyle \Delta S_{\text{hệ}}+\Delta S_{\text{môi trường ngoài}}>0}
Mà môi trường ngoài nhận vào nhiệt lượng cung cấp bởi hệ một giá trị bằng {\displaystyle Q_{\text{không thuận nghịch}}}.
Sự biến thiên entropy của môi trường ngoài do đó bằng: {\displaystyle \Delta S_{\text{môi trường ngoài}}=-{\frac {Q_{\text{không thuận nghịch}}}{T}}}
Tổng entropy trở thành: {\displaystyle \Delta S_{\text{hệ}}-{\frac {Q_{\text{không thuận nghịch}}}{T}}>0}
Từ đây, chúng ta thu được bất đẳng thức xây dựng bởi Clausius cho những biến đổi không thuận nghịch: 
{\displaystyle \Delta S_{\text{hệ}}>{\frac {Q_{\text{không thuận nghịch}}}{T}}}

### Kết quả thu được từ bất đẳng thức Clausius về công năng thực hiện bởi hệ
Ở nhiệt độ T, xét một biến đổi của hệ từ trạng thái nhiệt động học ban đầu, ký hiệu là A đến trạng thái cân bằng cuối cùng, ký hiệu là B.
Sự biến thiên entropy của hệ gây ra do sự biến đổi này, có thể được viết như sau: {\displaystyle S_{\text{hệ}}=S(B)-S(A)}
Có thể tiến hành biến đổi này một cách thuận nghịch hoặc không thuận nghịch. Sự biến thiên của entropy là giống nhau trong cả hai trường hợp. Ngược lại, nhiệt năng Q và công năng W do phụ thuộc vào cách thức biến đổi và do đó, chúng ta có: {\displaystyle Q_{\text{thuận nghịch}}\neq Q_{\text{không thuận nghịch}}} và {\displaystyle W_{\text{thuận nghịch}}\neq W_{\text{không thuận nghịch}}}.
Áp dụng định luật thứ hai:
{\displaystyle \Delta S_{\text{hệ}}=S(B)-S(A)={\frac {Q_{\text{thuận nghịch}}}{T}}}
{\displaystyle \Delta S_{\text{hệ}}=S(B)-S(A)>{\frac {Q_{\text{không thuận nghịch}}}{T}}}
Do đó, {\displaystyle Q_{\text{thuận nghịch}}>Q_{\text{không thuận nghịch}}}
Áp dụng định luật thứ nhất về bảo toàn nội năng U:
{\displaystyle \Delta U_{\text{hệ}}=U(B)-U(A)=W_{\text{thuận nghịch}}+Q_{\text{thuận nghịch}}=W_{\text{không thuận nghịch}}+Q_{\text{không thuận nghịch}}}
Trong một hệ (máy nhiệt, máy điện,...) mà chức năng chủ yếu là sản sinh ra công năng cho môi trường bên ngoài, công năng sinh ra được tính âm theo quy ước về dấu: W < 0
Do đó mà chúng ta cần tính đến giá trị tuyệt đối của công sinh ra và bất đẳng thức đảo ngược như sau: 
{\displaystyle \left|W_{\text{thuận nghịch}}\right|>\left|W_{\text{không thuận nghịch}}\right|}
Do vậy, công sinh ra bởi hệ càng lớn nếu như biến đổi càng thuận nghịch.
Lưu ý:
- Ma sát là thành tố chủ yếu gây ra sự không thuận nghịch, do đó, cần phải làm giảm ma sát. Đó là mục đích của việc bôi trơn dầu mỡ tại những chi tiết có sự tương tác cơ học.
- Vận tốc cũng là một thành tố gây ra sự không thuận nghịch: chiếc xe ô tô càng đi nhanh bao nhiêu thì năng lượng sẽ tiêu tốn nhiều bấy nhiêu. Do đó với cùng một lượng xăng, ô tố đi càng nhanh thì quãng đường đi được càng ít.
- Pin điện cung cấp nhiều điện năng hơn khi quá trình chuyển đổi năng lượng của nó, từ hóa năng sang điện năng, càng gần với một biến đổi mang tính thuận nghịch.

## Định nghĩa của entropy theo vật lý thống kê
Vật chất được cấu thành từ các hạt (phân tử, nguyên tử, electron...) chuyển động không ngừng (tác động nhiệt) tạo ra giữa chúng một loại lực tương tác hút nhau mà cường độ của loại lực này giảm dần khi khoảng cách tương tác tăng. Với thể khí, khoảng cách giữa các hạt là tương đối lớn, do đó, các tương tác thường yếu và các hạt có thể được coi như tự do di chuyển trong không gian giới hạn. Tuy nhiên do không gian giới hạn nên các hạt này sẽ chịu những va chạm giữa chúng dấn đến sự biến thiên năng lượng. Ở thể lỏng, khoảng cách giữa các hạt nhỏ hơn và các phân tử do đó ít tự do di chuyển hơn (có thể di chuyển trong thể tích của chất lỏng nhưng không thể thoát ra ngoài). Ở thể rắn, mỗi phân tử liên kết đàn hồi với các phân tử bên cạnh và dao động quanh một vị trí cố định. Trong tất cả các trường hợp, vị trí và năng lượng của các hạt hoàn toàn phân bố ngẫu nhiên.
Tổng năng lượng của tất cả các hạt trong một hệ được gọi là nội năng U của hệ. Một hệ là cô lập, nghĩa là không có sự trao đổi năng lượng cũng như vật chất với môi trường ngoài. Trạng thái vĩ mô của hệ được xác định bằng thể tích V và nội năng U. Tuy nhiên, các hạt có thể được sắp xếp trong cũng một thể tích bằng nhiều cách khác nhau; tương tự như vậy, nội năng cũng có thể được phân bố trên các hạt theo nhiều phương cách khác nhau. Mỗi cách đặt các phân tử vào một thể tích và phân bổ nội năng cho các phân tử đó được gọi là một 'cấu hình vi mô' của trạng thái vĩ mô xác định bởi thể tích V và nội năng U. Số hạt trong một hệ vĩ mô là rất lớn (cỡ 1023), số lượng cấu hình vi mô Ω(U, V) cũng rất lớn. Định nghĩa entropy S (hàm số của U và V) như sau:
{\displaystyle S=k_{b}\times \ln \Omega }
trong đó {\displaystyle k_{B}=1.381\times 10^{23}J.K^{-1}} được gọi là hằng số Boltzmann.
Đẳng thức này được đưa ra bởi Ludwig Boltzmann vào những năm 1870 khi mà khái niệm về trạng thái vi mô còn khá trừu tượng vì kiến thức về nguyên tử và các tính chất lượng tử của chúng còn chưa được hiểu thấu đáo. Boltzman đã bị chế nhạo khá nhiều bởi nhiều nhà khoa học đương thời và điều này được coi là nguyên nhân chính dẫn đến việc tự sát của ông. Ngày nay, ông được coi là cha đẻ của nhiệt động học thống kê. Mộ của ông ở Viên có khắc công thức về nguồn gốc của entropy.
Một hệ chuyển đổi liên tục từ cấu hình vi mô này sang cấu hình vi mô khác, cho đến khi đạt cân bằng. Chúng ta thừa nhận nguyên lý cơ bản sau đây:
Khi một hệ cô lập khi ở trạng thái cân bằng, các trạng thái vi mô có thể đạt được của hệ có xác suất xuất hiện bằng nhau.
Tiên đề này là phát biểu kĩ nhất của nguyên lý thứ hai của nhiệt động học.
Do entropy là đại lượng có tính chất cộng được, ta có thể viết:
{\displaystyle S=S_{1}+S_{2}=k_{b}\times \ln \left(\Omega _{1}\right)+k_{b}\times \ln \left(\Omega _{2}\right)}
Từ đây, số lượng cấu hình vi mô của hệ {\displaystyle \Omega _{1}=\Omega _{1}+\Omega _{2}}.

## Định nghĩa nhiệt động lực học
Vào những năm đầu thập kỉ 1850, Rudolf Clausius đã đưa ra khái niệm về năng lượng phân hủy. Đặc biệt hơn, ông đã đưa ra tiếp khái niệm về hệ nhiệt động học và đã tạo nên một cuộc tranh luận gắt gao về vấn đề rằng trong bất ki một quá trình phản ứng một chiều nào thì một phần nhỏ năng lượng δQ cũng sẽ thoát ra ngoài hệ. Năm 1876, kĩ sư hóa học Willard Gibbs, dựa trên những nghiên cứu của Clausius và Hermann von Helmholtz, đã đưa ra cách nhìn mới về năng lượng tự do Gibbs, trong nhiệt động học sử dụng giá trị T.ΔS để chỉ phần năng lượng mất đi của hệ ΔH. Những khái niệm về nhiệt động học tiếp tục được phát triển bởi James Clerk Maxwell (1871) và Max Planck [1903].